# (1920) Sarmiento
(1920) Sarmiento est un astéroïde de la ceinture principale découvert le 11 novembre 1971 par Carlos Ulrrico Cesco et James B. Gibson, à El Leoncito.